# Sepulcre de Toya (Jaén)
Sepulcre de La Toya És un edifici subterrani descobert, cap a l'any 1908, en un turó dels contraforts de la serra de Cazorla, en terme de Peal de Becerro, a la part dreta de la riera d'aquest nom dominant la seva confluència amb el riu de Toya.

Al centre de l'altiplà que forma la cimera d'aquest turó s'hi trobava l'any 1908, el sepulcre quasi ocult sota una capa de terra de 50 cm. La planta de l'edifici és gairebé rectangular, dividida en cinc departaments entris naus, de les quals la central arriba 4'55 m. de llarg per 1'40 m. d'amplada en la testera i 1'26 m. costat de l'entrada. Les portes del monument ofereixen la particularitat de tenir els carreus superiors de les seves brancals retallats en corba, que arribarien a formar arc apuntat á no ser la llinda, que el talla horitzontalment. En una d'elles es distingeix molt bé la talla de dues impostes, llaurades pel intradós dels brancals, amb relleu d'1 á 3 cm. Un dels arqueòlegs va fer un interessant estudi sobre aquest sepulcre publicat al núm. 1 de l Arxiu Espanyol d'Art i Arqueologia (1925), en el qual descriu així l'estructura d'aquest monument: 
| « | <L'edifici s'assenta en un ferm de conglomerat de calç i còdols, sobre qual van tendir les lloses de paviment, corregudes per sota dels murs divisoris, servint-los de fonament. Després, aquests mateixos i els de contorn van ser aixecant-sense guardar filades, a fi de resoldre lliurement quants problemes es presentaran en l'ajust dels carreus i enllaç d'uns murs amb altres. Es va utilitzar per a l'obra una pedra calcària tova i molt fina, que anomenen sèpia al país, transportada del planter que hi ha darrere de el turó del castell de Toya, per camí accidentat. Els carreus es van llaurar amb instrument de tall ample, en diversos sentits, tendint a deixar més acabat la fes d'ells que donaven a l'interior del monument, i en els murs mitgers resulten més acurats els paraments envers la nau central. De tant en tant, en llocs poc visibles, hi ha algun carreu de superfície encoixinada, per no haver-se llaurat sinó la perifèria. S'unien les pedres á os, sense morter ni grapes, per a això s'hi va esmerçar la seva llaura en les cares o superfícies de contacte, encara que á vegades no acusin precisament línies horitzontals ni verticals. No obstant això, algunes juntes verticals de la filada inferior estan rejuntades amb guix, potser per preservar d'humitat el sepulcre> | » |

 Respecte al seu estat de conservació, diu el citat arqueòleg que del sostre falten tres lloses i les del paviment han estat aixecades en la seva major part pels rebuscadors de tresors, havent, a més, desaparegut la pedra del fons del nínxol i l'horitzontal que servia de solera o trull de la càmera esquerra l'edifici.

## Troballes
Procedents d'aquest sepulcre podem citar: Una figura de quadrúpede, de pedra calcària tova, sobre el seu plint, donació particular al Museu Arqueològic Nacional; tres caixes cineràries de pedra i guix; un crater amb figures vermelles i blanques sobre fons negre de 42 cms. d'alt i ample, obra de segle IV a. de J. C., en l'anvers apareix representada una escena dionisíaca, amb l'efígie de Bacus com a personatge principal i al revers tres figures masculines, que es conserven actualment al Museu Arqueologico Nacional; diversos fragments de craters del mateix estil que l'anterior; un escif de fang groguenc, de forma semblant a lskiphos grec, però sense nanses, que es troba al Museu Arqueològic de Córdova; Dos gotets amb boca estreta i eixamplat cos, banyats en el seu exterior de color vermellós brillant; un got de coll desproporcionadament ampli respecte a la panxa, decorat amb faixes horitzontals, de tint vermell fosc; un plat, tenyit de vermell brillant, amb les vores rebatuts a l'exterior, a manera d'escota (especie de cafetera) i una mica convex pel mig; alguns exemplars de ceràmica indígena; diversos objectes de ferro, alguns pertanyents á armes ofensives i defensives de guerrers, i altres a la carcassa d'un carro, un disc de coure de 13 cms. de diàmetre, trencat en dues meitats, i amb medalló central on es va representar repussada i cisellada un cap de lleó, d'estil arcaic, a manera de gorgona, etc,.

Aquest sepulcre va ser declarat monument artístic per Reial Ordre. de l'10 juny de 1918, transcrivint els paràgrafs que els tècnics van fixar, la cultura a que pertany el sepulcre de Toya i la necròpolis á que pertany és la preromana de Tugia que s'estenia pel serrat del Turó de l'Horca i els seus voltants i en la qual, en diversos treballs d'investigació, es van trobar una escultura d'un toro, caixes cineràries de pedra, objectes de ceràmica importada i indígena (tot el qual figura en el Museu Arqueològic Nacional), objectes de ferro, altres de bronze, entre els quals el més important és un casc de guerrer, molt aixafat i trencat, del tipus conegut hispà, i diversos objectes d'or, plata, pedres dures i vidres de colors, que el citat Museu va fer figurar en l'Exposició d'Orfebreria que va organitzar la Sociedad Española de Amigos del Arte en 1923. Segons l'arqueòleg aragonès Juan Cabré:
| « | <la motllura de nacela, que acusa a cornises i nínxols reiteradament el sepulcre de Toya, té un origen notori egipci; va ser després transmès a l'àrea cultural fenícia i d'aquesta a la púnica. De tot això, hipotèticament, inferim que aquest singular monument, com també els de Tútugi (prov. De Granada), tot i ser una altra la seva disposició i contextura, é igualment algunes escultures d'aquestes mateixes localitats i el lot de capsetes cineràries de pedra, amb ornamentació arquitectònica unida a la pictòrica, pertanyen a el poble hispano-andaluz de el segle V i a l'II a. de J. C., que vivia pròsperament, sota la fèrula econòmica dels cartaginesos i en contacte directe amb ells, mitjançant contínues transaccions comercials, agrícoles i mineres. I aquest poble cartaginès, gràcies a el concurs i serveis que obtenia de l'Orient i especialment del món jònic, a l'igual que en el militar utilitzava estrangers mercenaris per defensar i eixamplar les seves fronteres, va poder molt bé guiar les iniciatives tècniques á que obeeix aquest monument.> | » |